# Howard Barker
Howard Barker (* 28. června 1946, Camberwell, Londýn) je britský dramatik.

## Divadlo katastrof
Barker označoval své práce jako "Divadlo katastrof". Jeho hry se často zabývají násilím, sexualitou, touhou po moci a otázkami lidské motivace vůbec.
Odmítá rozšířený názor, že publikum by mělo jednoduše na události na jevišti. Pracuje na fragmentaci reakci, nutí každého diváka samostatně zápasit s hrou. "Musíme překonat nutkání dělat věci jednohlasně" píše. "Zpívat společně, společně bručet melodii, to není kolektiv." Kde by se ostatní dramatici spokojili s objasněním scény, Barker se snaží vylíčit věc složitěji, nejednoznačně a nestabilně.
Barker tvrdí, že pouze přes tragické znovuzrození lze vrátit na jeviště krásu a poezii. "Tragédie osvobozuje jazyk od banality" tvrdí. "To vrací poezii do řeči."

## Témata
Barker se často obrací pro inspiraci k historickým událostem. Například jeho hra Scény z popravy se zabývá následky Bitvy u Lepanta (1571) kdy fiktivní umělkyně byla pověřena vytvořením pamětního obrazu benátského vítězství nad Osmanskou flotilou. Hra byla původně napsána pro rozhlasovou stanici Radio 3 v roce 1984, kdy hlavní roli vytvoiřila Glenda Jackson, později byla hra upravena pro divadlo. Krátká hra Judith čerpá námět z biblického příběhu o Judith, legendární hrdince, která zabila generála Holoferna.
V jiných hrách Barker reaguej na náměty ze slavných literárních děl. Brutopia je reakcí na Utopii Thomase Mora. Minna je cynické dílo inspirované komedií Gottholda Ephraima Lessinga Osvícení. Ve Strýčku Váňovi představuje alternativní vizi stejnojmenného Čechovova dramatu. Pro Barkera je Čechov dramatik dobré víry, spisovatel, který nás povzbuzuje, abychom uvažovali sentimentálně o našich vlastních slabostech a idealizovali svou netečnost. Navzdory tomu, že Čechov oslavuje soucit, Barker tvrdí, že jeho hry jsou lživé. V této hře Barker uvádí Čechova do Váňova světa a vyjadřuje jeho opovržení. "Váňo, strašlivě znám tvou duši." říká ruský dramatik, "Její rozměry jsou ubohé. Je menší než aspirin, který se rozpouští ve sklenici vody..." Ale Čechov zemře a Váňa najde dost rozhodnosti pro to, aby vykročil mimo hranice světa svého tvůrce.
Barkerovi protagonisté jsou konfliktní, často perverzní a jejich motivace jsou tajemné.

## Inscenace
I když ve své vlastní zemi není příliš známý, získal několik cen pro britských dramatiky vedle autorů jako Sarah Kane a David Grieg. Přední herci Ian McDiarmid a Fiona Shaw byli oceněni za své výkony v Barkerových hrách. Řada jeho her byla přeložena do jiných jazyků.
Barker založil v roce 1988 v Británii společnost "The Wrestling School", která má uvádět jeho díla v jeho vlastní zemi.
Několik jeho her bylo uvedeno na London Fringe od roku 2007, včetně představení, které uvedly jiné společnosti než "The Wrestling School", které byly dokonce lépe přijaty kritikou. V roce 2012 byla hra Scenes from An Execution uvedena i v Royal National Theatre, kde hlavní role ztvárnili Fiona Shaw a Tim McInnerny.

## Dílo

### Divadelní hry
- Cheek (1970)
- No One Was Saved (1970)
- Bang
- Edward - the Final Days (1972)
- Alpha Alpha (1972)
- Rule Britannia (1973)
- My Sister and I (1973)
- Claw (Pazour, 1975)
- Stripwell (1975)
- Wax (1976)
- Fair Slaughter (1977)
- That Good Between Us (1977)
- Birth on a Hard Shoulder (1977)
- Downchild (1977)
- The Hang of the Gaol (1978)
- The Love of a Good Man (1978)
- The Loud Boy's Life (1980)
- Crimes in Hot Countries (1980) (uvedeno též pod názvem Twice Dead)
- No End of Blame (1981)
- The Poor Man's Friend (1981)
- The Power of the Dog (1981)
- Victory (1983)
- A Passion in Six Days (1983)
- The Castle (1985)
- Women Beware Women, adaptace hry Thomase Middletona (1986)
- The Possibilities (1986)
- The Bite of the Night (1986)
- The Europeans (1987)
- The Last Supper (1988)
- Rome (1989)
- Seven Lears(1989)
- Golgo (1989)
- (Uncle) Vanya, adaptace hry Čechovovy hry Strýček Váňa (1991)
- Ten Dilemas in the Life of a God (1992)
- Judith: A Parting from the Body (1992)
- Ego in Arcadia (1992)
- A Hard Heart (1992)
- Minna, adaptace Lessingovy hry Minna z Barnhelmu (1993)
- All He Fears, loutková hra (1993)
- The Early Hours of a Reviled Man
- Stalingrad
- 12 Encounters with a Prodigy
- The Twelfth Battle of Isonzo
- Found in the Ground
- The Swing at Night, loutková hra (2001)
- Knowledge and a Girl
- Hated Nightfall a Wounds to the Face (1995)
- The Gaoler's Ache for the Nearly Dead (1997)
- Ursula; Fear of the Estuary (1998)
- Und (1999)
- The Ecstatic Bible (2000)
- He Stumbled (2000)
- A House of Correction (2001)
- Gertrude - The Cry (2002)
- 13 Objects and Summer School (2003)
- Dead Hands (2004)
- The Fence in Its Thousandth Year (2005)
- The Seduction of Almighty God by the Boy Priest Loftus in the Abbey of Calcetto, 1539 (2006)
- Christ's Dog (2006)
- I Saw Myself (2008)
- The Dying of Today (2008)
- A Wounded Knife (2009)

### Rozhlasové hry
- One afternoon on the 63rd level of the north face of the pyramid of Cheops the Great (1970)
- Henry V in two parts (1971)
- Herman, with Mille and Mick (1972)
- Scenes from an Execution (1984)
- Albertina
- The Quick and the Dead, BBC Radio 3 (2004)
- The Road, The House, The Road (2006) uvedeno BBC Radio 4 k autorovým šedesátinám.
- Let Me (2006) uvedeno BBC Radio 3 k autorovým šedesátinám.

### Televizní hry
- Cows (1972)
- Mutinies (1974)
- The Chauffeur and the Lady (1974)
- Prowling Offensive (1975) (nebylo odvysíláno)
- Conrod
- Heroes of Labour (1976)
- All Bleeding (1976) (neuvedeno)
- Credentials of a Sympathiser (1976)
- Russia (1977) (neuvedeno)
- Heaven (1978) (neuvedeno)
- Pity in History (1984)
- The Blow, film (1985)
- Brutopia (1989)

### Další práce
Barker byl také autorem několika básnických sbírek (Don't Exaggerate, The Breath of the Crowd, Gary the Thief, Lullabies for the Impatient, The Ascent of Monte Grappa, and The Tortman Diaries), opery (Terrible Mouth with music by Nigel Osborne), text pro Flesh and Blood, dramatickou scénu pro dva zpěváky a orchestr od Sawera Davida, a tři sbírky prací o divadle (Arguments for a Theatre, Death, The One and The Art of Theatre, A Style And Its Origins).

### Uvedení v Česku
- Pazour (Odyssea), Dejvické divadlo, překlad: Luboš Trávníček, režie: Lukáš Hlavica, hráli: David Novotný, Zdeňka Volencová, Martin Myšička, Jana Holcová, Zita Morávková, Denisa Nová, Ivan Trojan, Klára Melíšková, Pavel Žatečka, Ladislav Frej mladší, Jan Španbauer, Tomáš Rejholec, premiéra: 28. září 1998, derniéra: 12. května 1999[7]

## Osobní život
Barker se rozvedl v roce 1980 a žije od té doby sám v Brightonu.